# Scintilla symmetrica
Scintilla symmetrica is een tweekleppigensoort uit de familie van de Galeommatidae. De wetenschappelijke naam van de soort is voor het eerst geldig gepubliceerd in 1919 door Odhner.